# Майдани (гміна Грабиця)
Майдани (пол. Majdany) — село в Польщі, у гміні Грабиця Пйотрковського повіту Лодзинського воєводства.
Населення — 81 особа (2011).
У 1975-1998 роках село належало до Пйотрковського воєводства.

## Демографія
Демографічна структура станом на 31 березня 2011 року:
|          | Загалом | Допрацездатний вік | Працездатний вік | Постпрацездатний вік |
| -------- | ------- | ------------------ | ---------------- | -------------------- |
| Чоловіки | 42      | 5                  | 31               | 6                    |
| Жінки    | 39      | 6                  | 19               | 14                   |
| Разом    | 81      | 11                 | 50               | 20                   |